# 55-та паралель північної широти
55-та паралель північної широти — лінія широти, що лежить на 55 градусів північніше земної екваторіальної площини. Вона проходить через Європу, Азію, Тихий океан, Північну Америку та Атлантичний океан.

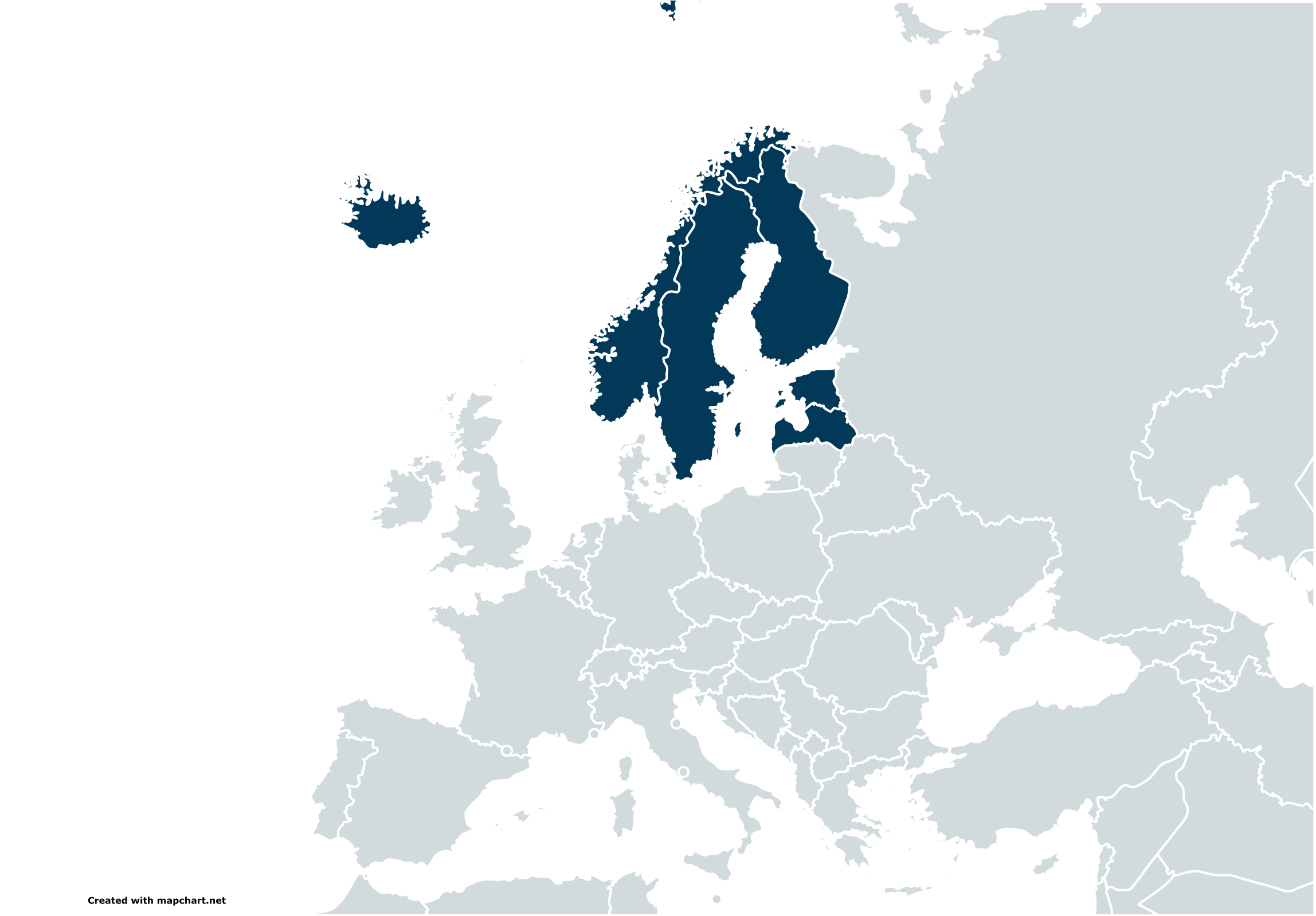
Європейські країни, що повністю лежать на північ від 55-тої паралелі північної широти

Через 55-ту паралель північної широти проходить південний кордон території Нунавік в канадській провінції Квебек.
На цій широті під час літнього сонцестояння сонце видно 17 годин 22 хвилин, а під час зимового сонцестояння — 7 годин 10 хвилин.

## Список географічних об'єктів, що перетинає 55° пн. ш.
Починаючи з Гринвіцького меридіану та рухаючись на схід, 55-та паралель північної широти проходить через:
| Координати                                                   | Країна, територія або море    | Примітки |
| ------------------------------------------------------------ | ----------------------------- | --- |
| 55°0′ пн. ш. 0°0′ сх. д. / 55.000° пн. ш. 0.000° сх. д.      | Північне море                 | |
| 55°0′ пн. ш. 8°21′ сх. д. / 55.000° пн. ш. 8.350° сх. д.     | Німеччина                     | Проходить через острів Зюльт, близько до найпівнічнішої точки Німеччини |
| 55°0′ пн. ш. 8°23′ сх. д. / 55.000° пн. ш. 8.383° сх. д.     | Ватове море                   | |
| 55°0′ пн. ш. 8°39′ сх. д. / 55.000° пн. ш. 8.650° сх. д.     | Данія                         | Проходить через півострів Ютландія та острів Альс |
| 55°0′ пн. ш. 9°58′ сх. д. / 55.000° пн. ш. 9.967° сх. д.     | Протока Малий Бельт           | |
| 55°0′ пн. ш. 10°27′ сх. д. / 55.000° пн. ш. 10.450° сх. д.   | Данія                         | Проходить через острови Скаре[en], Тосінге та Лангеланн |
| 55°0′ пн. ш. 10°54′ сх. д. / 55.000° пн. ш. 10.900° сх. д.   | Протока Великий Бельт         | |
| 55°0′ пн. ш. 11°5′ сх. д. / 55.000° пн. ш. 11.083° сх. д.    | Протока Смоландсфарвандет[en] | |
| 55°0′ пн. ш. 11°53′ сх. д. / 55.000° пн. ш. 11.883° сх. д.   | Данія                         | Проходить через острови Зеландія та Мьон |
| 55°0′ пн. ш. 12°32′ сх. д. / 55.000° пн. ш. 12.533° сх. д.   | Балтійське море               | |
| 55°0′ пн. ш. 14°59′ сх. д. / 55.000° пн. ш. 14.983° сх. д.   | Данія                         | Проходить через острів Борнгольм |
| 55°0′ пн. ш. 15°6′ сх. д. / 55.000° пн. ш. 15.100° сх. д.    | Балтійське море               | |
| 55°0′ пн. ш. 20°33′ сх. д. / 55.000° пн. ш. 20.550° сх. д.   | Росія                         | Калінінградська область — проходить через Куршську затоку |
| 55°0′ пн. ш. 22°38′ сх. д. / 55.000° пн. ш. 22.633° сх. д.   | Литва                         | |
| 55°0′ пн. ш. 26°13′ сх. д. / 55.000° пн. ш. 26.217° сх. д.   | Білорусь                      | |
| 55°0′ пн. ш. 30°58′ сх. д. / 55.000° пн. ш. 30.967° сх. д.   | Росія                         | Проходить через Челябінськ |
| 55°0′ пн. ш. 68°12′ сх. д. / 55.000° пн. ш. 68.200° сх. д.   | Казахстан                     | |
| 55°0′ пн. ш. 71°1′ сх. д. / 55.000° пн. ш. 71.017° сх. д.    | Росія                         | Проходить північніше Омська та південніше Новосибірська |
| 55°0′ пн. ш. 135°24′ сх. д. / 55.000° пн. ш. 135.400° сх. д. | Охотське море                 | |
| 55°0′ пн. ш. 136°47′ сх. д. / 55.000° пн. ш. 136.783° сх. д. | Росія                         | Проходить через острів Феклістова[en] |
| 55°0′ пн. ш. 137°4′ сх. д. / 55.000° пн. ш. 137.067° сх. д.  | Охотське море                 | |
| 55°0′ пн. ш. 137°26′ сх. д. / 55.000° пн. ш. 137.433° сх. д. | Росія                         | Проходить через острів Великий Шантар |
| 55°0′ пн. ш. 138°11′ сх. д. / 55.000° пн. ш. 138.183° сх. д. | Охотське море                 | |
| 55°0′ пн. ш. 155°35′ сх. д. / 55.000° пн. ш. 155.583° сх. д. | Росія                         | Проходить через Камчатський півострів |
| 55°0′ пн. ш. 161°59′ сх. д. / 55.000° пн. ш. 161.983° сх. д. | Тихий океан                   | |
| 55°0′ пн. ш. 166°8′ сх. д. / 55.000° пн. ш. 166.133° сх. д.  | Росія                         | Проходить через острів Беринга |
| 55°0′ пн. ш. 166°23′ сх. д. / 55.000° пн. ш. 166.383° сх. д. | Берингове море                | Проходить північніше острова Мідний, Росія |
| 55°0′ пн. ш. 163°57′ зх. д. / 55.000° пн. ш. 163.950° зх. д. | США                           | Аляска — проходить через острів Унімак та півострів Аляска |
| 55°0′ пн. ш. 162°34′ зх. д. / 55.000° пн. ш. 162.567° зх. д. | Тихий океан                   | Аляскинська затока — проходить південніше островів Долгой[en] та Унга[en], Аляска, США |
| 55°0′ пн. ш. 160°8′ зх. д. / 55.000° пн. ш. 160.133° зх. д.  | США                           | Аляска — проходить через острів Нагай[en] |
| 55°0′ пн. ш. 160°4′ зх. д. / 55.000° пн. ш. 160.067° зх. д.  | Тихий океан                   | Аляскинська затока |
| 55°0′ пн. ш. 159°25′ зх. д. / 55.000° пн. ш. 159.417° зх. д. | США                           | Аляска — проходить через острів Малий Конюжий[en] |
| 55°0′ пн. ш. 159°21′ зх. д. / 55.000° пн. ш. 159.350° зх. д. | Тихий океан                   | Аляскинська затока |
| 55°0′ пн. ш. 133°9′ зх. д. / 55.000° пн. ш. 133.150° зх. д.  | США                           | Аляска — проходить через острови Далл[en], Суккван[en] та Принца Уельського |
| 55°0′ пн. ш. 131°59′ зх. д. / 55.000° пн. ш. 131.983° зх. д. | Протока Кларенса[en]          | |
| 55°0′ пн. ш. 131°36′ зх. д. / 55.000° пн. ш. 131.600° зх. д. | США                           | Аляска — проходить через острови Аннетт та Дьюк[en] |
| 55°0′ пн. ш. 131°15′ зх. д. / 55.000° пн. ш. 131.250° зх. д. | Протока Ревільяхіхедо[en]     | |
| 55°0′ пн. ш. 131°0′ зх. д. / 55.000° пн. ш. 131.000° зх. д.  | США                           | Південно-Східна Аляска |
| 55°0′ пн. ш. 130°15′ зх. д. / 55.000° пн. ш. 130.250° зх. д. | Канада                        | Британська Колумбія — проходить через острів Пірс[en] і материк Альберта — проходить південніше Гранд-Прері Саскачеван Манітоба Онтаріо                                                                                                  |
| 55°0′ пн. ш. 82°16′ зх. д. / 55.000° пн. ш. 82.267° зх. д.   | Гудзонова затока              | |
| 55°0′ пн. ш. 78°28′ зх. д. / 55.000° пн. ш. 78.467° зх. д.   | Канада                        | Квебек Ньюфаундленд і Лабрадор — приблизно на 12 км Квебек Ньюфаундленд і Лабрадор — приблизно на 5 км Квебек — приблизно на 3 км Ньюфаундленд і Лабрадор Квебек Ньюфаундленд і Лабрадор — проходить через материк і острови Адлавік[en] |
| 55°0′ пн. ш. 58°40′ зх. д. / 55.000° пн. ш. 58.667° зх. д.   | Атлантичний океан             | |
| 55°0′ пн. ш. 8°33′ зх. д. / 55.000° пн. ш. 8.550° зх. д.     | Ірландія                      | Проходить через острови Арранмор[en] та Ірландія |
| 55°0′ пн. ш. 7°24′ зх. д. / 55.000° пн. ш. 7.400° зх. д.     | Велика Британія               | Північна Ірландія — проходить через Деррі |
| 55°0′ пн. ш. 5°59′ зх. д. / 55.000° пн. ш. 5.983° зх. д.     | Північна протока              | |
| 55°0′ пн. ш. 5°10′ зх. д. / 55.000° пн. ш. 5.167° зх. д.     | Велика Британія               | Шотландія — проходить через Гретну[en] Англія — проходить через Ньюкасл-апон-Тайн |
| 55°0′ пн. ш. 1°25′ зх. д. / 55.000° пн. ш. 1.417° зх. д.     | Північне море                 | |